# مانولو سولو
مانولو سولو (بالإسبانية: Manolo Solo)‏ هو ممثل إسباني، ولد في 1901 في إسبانيا.

## أعمال

### أفلام
- (2006) متاهة بان[3]
- (2009) الزنزانة 211
- (2010) بيوتيفول[4]

## وصلات خارجية
- مانولو سولو على موقع IMDb (الإنجليزية)
- مانولو سولو على موقع قاعدة بيانات الأفلام العربية
- مانولو سولو على موقع ألو سيني (الفرنسية)
- مانولو سولو على موقع أول موفي (الإنجليزية)
- مانولو سولو على موقع قاعدة بيانات الفيلم (الإنجليزية)
- مانولو سولو على موقع كينوبويسك (الروسية)